# Aztek
Aztek. The Ultimate Man ist der Titel einer Comicserie, die von 1996 bis 1997 bei dem US-amerikanischen Verlag DC Comics erschien.
Die Aztek-Comics stellen genremäßig eine Mischung aus Science-Fiction-Comic und Mystery-Comic dar und beschreiben die Abenteuer eines jungen Arztes namens Uno, der im Auftrag des aztektischen Gottes Quetzalcoatl in den Vereinigten Staaten des ausgehenden 20. Jahrhunderts lebt, um sich auf das Herannahen einer geheimnisvollen Endzeitkatastrophe vorzubereiten.

## Veröffentlichungsdaten
Die Idee für Aztek geht auf die beiden britischen Comicautoren Grant Morrison und Mark Millar zurück, die das Konzept für die Serie im Wesentlichen 1995/1996 ausarbeiteten. Nachdem DC-Comics sich dazu bereitfand, die Serie in sein Programm zu nehmen, wurde Aztek als zehnteilige Serie von August 1996 bis Mai 1997 veröffentlicht. Morrison und Millar fungierten dabei weiterhin als Autoren, während die graphische Umsetzung ihrer Geschichten von dem Zeichner N. Steven Harris besorgt wurde.

## Handlung
Im Mittelpunkt von Aztek steht ein junger Mann namens Uno, der von einer ominösen südamerikanischen Organisation namens The Q-Society aufgezogen wurde, die den aztekischen Gott Quetzalcoatl anbetet. Mit einem Kampfanzug ausgestattet, der eine Mischung aus High-Tech-Rüstung und einer alten aztekischen Tracht darstellt, wird Uno, der sich nun Aztek nennt, in die (fiktive) Stadt Vanity City in den Vereinigten Staaten geschickt, um sich dort auf die Ankunft einer endzeitlichen Bedrohung vorzubereiten. Die Natur dieser Bedrohung, deren Abwendung die Q-Foundation sich verschrieben hat, bleibt dabei vorerst unklar. Andeutungen zufolge handelt es sich dabei um den mythischen Gegenspieler Quetzalcoatls, den zerstörerischen Gott Tezcatlipoca.
Um in der Großstadt nicht weiter aufzufallen, nimmt Uno die Tarnidentität des Arztes Dr. Curtis „Curt“ Falconer an und beginnt in einem örtlichen Krankenhaus zu arbeiten. Um der herannahenden Bedrohung möglichst effektiv entgegenwirken zu können, bestreitet Aztek zunächst einige Vorbereitungsabenteuer. Sein wichtigstes Hilfsmittel ist dabei die erwähnte Rüstung, die ihm die Fähigkeit verleiht zu fliegen, sich unsichtbar zu machen und vierdimensionale Energie als Angriffs- und Verteidigungswaffe einzusetzen. Ferner verfügt Aztek dank des Kampfanzuges über übermenschliche Stärke und Beweglichkeit.
Die Begegnung von Aztek mit Tezcatlipoca wird schließlich nicht in seiner eigenen Serie, sondern in der – ebenfalls von Morrison geschriebenen – Serie JLA geschildert. Hier wird der vermeintliche Gott Tezcatlipoca als eine jahrtausendealte außerirdische Waffe namens Maggedon identifiziert. Aztek gelingt es schließlich Maggedon mit Hilfe von Superman und den anderen Hauptfiguren der JLA zu zerstören, er kommt dabei aber ums Leben.

## Nachdrucke
Die zehn Hefte der Serie wurden 2008 in gesammelter Form als Paperback nachgedruckt:
- Aztek, the Ultimate Man. DC Comics, New York 2008, ISBN 978-1-4012-1688-7.